# Richard de Rochemont
Richard Guertis de Rochemont (* 13. Dezember 1903 in Chelsea in Massachusetts; † 2. August 1982 in Flemington, New Jersey) war ein US-amerikanischer Filmproduzent und Dokumentarfilmer, der 1950 mit einem Oscar ausgezeichnet wurde.

## Leben
Richard de Rochemont, Nachkomme einer französischen Hugenottenfamilie, war der jüngere Bruder des Filmemachers Louis de Rochemont. Er besuchte die Lateinschule in Cambridge, Massachusetts, das Williams College und machte seinen Abschluss 1928 an der Harvard University. Danach nahm er in den späten 1920er-Jahren einen Job als Zeitungsreporter in Boston und New York an, wo er für die Zeitungen Boston Daily Advertiser und The New York Sun tätig war. Schon bald wandte er sich den Wochenschau-Berichten im Kino zu, deren Umfang stetig zunahm. Er startete seine neue Karriere 1930 mit den alten Fox-Movietone Nachrichten. In den Jahren 1930 und 1931 war Rochemont Auslandsredakteur der Wochenschau-Gesellschaft und arbeitete anschließend bis 1934 in Paris. Sein neues Arbeitsfeld war ab 1935 bei The March of Time, wo 1941 unter seiner Leitung der innerhalb der March of Time-Dokumentarfilmreihe der erste vom Kirchenstaat sanktionierte Film The Story of the Vatican (deutsch Die Geschichte des Vatikans) entstand. 1943 holte er seinen Bruder Louis als ausführenden Produzenten zu The March of Time. 1951 wurde die von Time Inc. produzierte Filmreihe eingestellt.
Nachdem Rochemont zwei Jahre als Vizepräsident der von J. Walter Thompson gegründeten Werbeagentur tätig war, gründete er 1955 die Vavin Inc., die unter anderem Filme für Organisationen wie das State Department und die Ford Foundation erstellte.
Zusammen mit Waverley Root schrieb Rochemont Eating in America – A History (Essen in Amerika) und Contemporary French Cooking (Zeitgenössische Französische Küche). Außerdem war er der Autor des Buches The Pets’ Cookbook (Kochbuch für Haustiere), das er als Ergebnis eines Tischgespräches mit Alfred A. Knopf schrieb.
Für seine Verdienste, die er sich in Frankreich aufgrund seiner Unterstützung für ein freies Frankreich erworben hatte, wurde er mehrfach ausgezeichnet.
Richard de Rochemont starb 1982 nach langer Krankheit im Alter von 78 Jahren im Hunterdon Medical Center in Flemington. Er wurde von seiner Frau Jane Louise, geb. Meyerhoff, überlebt.

## Auszeichnungen
Bei der Oscarverleihung 1950 erhielt Richard de Rochemont einen Oscar in der Kategorie „Bester Dokumentarfilm (Kurzfilm)“ für die Dokumentation A Chance to Live, einen Film über „Boys Town“ in Italien. In derselben Kategorie wurde auch Edward Selzers Dokumentar-Kurzfilm So Much for So Little ausgezeichnet.

## Filmografie (Auswahl)
– wenn nicht anders angegeben, als Produzent –
- 1945: The March of Time Vol. 11 Nr. 11: Teen-Age Girls (auch Filmschnitt)
- 1945: 18 Million Orphans (auch Regie)
- 1946: Tomorrow’s Mexico (auch Regie)
- 1946: Is Everybody Happy?
- 1947: Handle with Care! (auch Regisseur und Autor)
- 1947: Is Everybody Listening?
- 1947: End of an Empire?
- 1948: The Cold War (auch Regisseur und Autor)
- 1949: Crusade in Europe
- 1949: A Chance to Live
- 1950: The Golden Twenties
- 1950: The Holy Year at the Vatican
- 1951: The March of Time: Strategy for Victory
- 1951: The March of Time: Flight Plan for Freedom
- 1951: The March of Time: Crisis in Iran